# Cloître San Pietro ad Aram
Pour les articles homonymes, voir Aram.
Le cloître San Pietro ad Aram (en italien : Chiostro di San Pietro ad Aram) était un cloître monumental qui se trouvait dans le centre historique de Naples, annexe de l'homonyme basilique et dont le début de construction remonterait à l'an 1453.

## Histoire
La structure du cloître était de style renaissance napolitaine, mais dans la seconde moitié XIXe siècle au cours de travaux d'urbanisme (« risanamento »), le cloître fut démoli afin de permettre la réalisation du tronçon routier du corso Umberto I (« Rettifilo »).
Les œuvres d'art et les décorations architecturales que le cloître conservait ont été disséminées dans d'autres édifices de la ville. Ainsi les chapiteaux du déambulatoire du cloître détruit de  San Pietro ad Aram d'époque aragonaise furent transférés dans le sacello de l'église Sant'Aspreno al Porto, piazza Borsa.

## Sources
- (it) Cet article est partiellement ou en totalité issu de l’article de Wikipédia en italien intitulé « Chiostro di San Pietro ad Aram » (voir la liste des auteurs).